# Amurske (Krasnohvardiiske)
Amurske (în ucraineană Амурське) este localitatea de reședință a comunei Amurske din raionul Krasnohvardiiske, Republica Autonomă Crimeea, Ucraina.

## Demografie
Componența lingvistică a localității Amurske
     Rusă (55,53%)
     Tătară crimeeană (33,02%)
     Ucraineană (8,92%)
     Alte limbi (0,56%)
Conform recensământului din 2001, majoritatea populației localității Amurske era vorbitoare de rusă (55,53%), existând în minoritate și vorbitori de tătară crimeeană (33,02%) și ucraineană (8,92%).